# Irakli Maisuradze
Irakli Maisuradze (tiếng Gruzia: ირაკლი მაისურაძე; sinh 22 tháng 8 năm 1988) là một cầu thủ bóng đá quốc gia Gruzia thi đấu ở vị trí tiền vệ cho Balmazújvárosi. Anh chuyển đến từ câu lạc bộ Panionios.

## Sự nghiệp
Ngày 22 tháng 7 năm 2017, anh được mong đợi sẽ giải phóng khỏi Panionios, chỉ vài tuần sau thông báo và thỏa thuận với câu lạc bộ. Cầu thủ 29 tuổi không nằm trong kế hoạch của huấn luyện viên Panionios Michalis Grigoriou.